# François-Antoine de Montzey
 (juillet 2014).
Si vous disposez d'ouvrages ou d'articles de référence ou si vous connaissez des sites web de qualité traitant du thème abordé ici, merci de compléter l'article en donnant les références utiles à sa vérifiabilité et en les liant à la section « Notes et références ».
François-Antoine de Montzey est un colonel français, commandant en second l'École militaire préparatoire de La Flèche, né le 10 juillet 1768 à Rambervillers et décédé le 1er août 1842 à La Flèche.

## Biographie

### Famille
La famille de Montzey est une famille française subsistante originaire des Vosges qui a notamment donné des magistrats et des officiers. Elle a pour premier aïeul connu Henry Demontzey, procureur au bailliage de Saint-Dié, marié le 9 décembre 1688 à Raon-l'Étape avec Marie Huel de Raon-l’Étape.
Les armes Montzey portent : Coupé au premier d'or à l'aigle éployée de sable, couronnée de même ; au deuxième d'argent au renard de sable rampant sur une terrasse buissonnée de sinople.

### Carrière militaire
Émigré il s'engagea le 2 avril 1791 dans la Légion noire (royaliste) organisée par le vicomte André Boniface Louis Riquetti de Mirabeau et fut nommé sous-lieutenant le 10 avril 1792.
Il fit avec cette légion toutes les campagnes de France de 1792 à 1797 ; passé alors à la Légion de Damas, il combattit jusqu'en 1801 et fut blessé à deux reprises en 1796 et 1799.
La Restauration le nomma colonel à compter du 15 avril 1813 et chevalier de Saint-Louis le 2 juillet 1817.
Il fut lieutenant du roi commandant d'armes à Nancy en 1814, puis à Douai en 1819.
Le 29 janvier 1819 il fut nommé commandant en second du Prytanée militaire de La Flèche et occupa durant dix ans ces fonctions.
Il est promu commandeur de la Légion d'honneur en 1825.
Il fut nommé maréchal de camp le 19 juillet 1829 et prit sa retraite en 1830 ne voulant pas prêter serment au gouvernement de Louis-Philippe Ier.
Il épouse Charlotte de Willermin le 1 décembre 1804. Ils eurent 2 enfants dont Charles-Louis de Montzey marié à Catherine-Hortense de Mellony et en secondes noces à Léontine de Paillot, et Wilhelmine Elizabeth de Montzey mariée à Édouard Jacquet de Heurtaumont.